# Polka (singolo)
Polka è un singolo del rapper italiano Rosa Chemical e del duo Thelonious B. pubblicato il 6 marzo 2020, come primo estratto dal primo album in studio Forever.

## Video musicale
Il video musicale, diretto da Luca La Piana, è stato pubblicato 3 giorni dopo l'uscita del brano sul canale YouTube del rapper.

## Tracce
Testi e musiche di  Manuel Franco Rocati, Adriano Accrocca, Lorenzo Danieli, Gregory Taurone.
1. Polka – 2:50